# سمكة المهرج
سمكة المهرج (الاسم العلمي: Amphiprioninae) (بالإنجليزية: Clownfish) هي فُصيلة أسماك تعيش في المياه الدفيئة في المحيط الهندي والهادئ في جنوب شرق آسيا واليابان والمنطقة الهندية الماليزية وفي شمال غرب أستراليا ولا توجد في منطقة بحر الكاريبي. تتواجد في أعماق البحر قرب شقائق النعمان وتتغذى على أللإفقاريات الصغيرة وهي تعيش مندسة بين شقائق النعمان لتهرب من أعدائها فليس لها وسيلة دفاع غير ذلك كما لديها جلدا مقاوماً للسعات وسمية شقائق النعمان. تعيش أسماك المهرج ما بين 3 إلى 5 سنوات وقد تزيد عن ذلك لتصل إلى 10 أعوام وتتراوح أحجامها ما بين 10 إلى 18 سم.
تتمتع سمكة المهرج بشعبيه كبيره عند الغواصين وكذلك عند المربيين الهواة للأسماك البحرية لما تتمتع به من ألوان جميله وطريقة عيشها. تنحدر سمكة المهرج من فصيلة (Amphiprioninae) التي تنتمي إلى عائلة (Pomacentridae).

## الوصف
يبلغ حجمها الأقصى 17 سم وأصغر حجم لها 10 سم، لونها برتقالي وتتميز بثلاث خطوط بيضاء عريضة عمودية؛ يقع الخط الأمامي خلف العين مباشرة والخط الثاني والأوسط يشطر السمكة من النصف أما الخط الثالث فيقع بالخلف وقبل الزعنفة الذيلية، ويحدد الخطوط البيضاء خطوط سوداء اللون؛ وهكذا ميزها الخالق بألوانها الزاهية والجميلة وهذا أيضا ما يجعلها فريسة مغرية للأسماك الأخرى الكبيرة.

## الموطن
تتواجد أسماك المهرج في المياه الدافئة في الهند والمحيط الهادئ، بما في ذلك الحيّد المرجاني العظيم والبحر الأحمر. بينما معظم الأنواع قد أصبحت توزيعاتها محددة ومقيدة، البعض الآخر واسع الانتشار. تعيش سمكة المهرج في قاع البحار أو البحيرات الضحلة. ولا توجد أي سمكة مهرج في المحيط الأطلنطي.

## الغذاء
تتغذى سمكة المهرج بشكل أساسي على العوالق مثل البلانكتون وتقتات أيضا على بقايا الطعام كما تأكل الطفيليات وشقائق البحر عند موته بعد نزع مجساته السامة

## التناسل
تبيض سمكة المهرج الأنثي ما بين 600 إلى 1600 بيضه ويعتمد هذا على حجم وعمر السمكة وعلى عدد مرات وضع البيض، تضع بيضها اسفل شقائق النعمان حيث يعيش الزوج ويعتني الذكر بالبيض إلى حين أن يفقس، يقوم بحراسة البيض من المهاجمين ويقوم أيضا بتنظيف المكان الموجود به البيض وينظف أيضا البيض نفسه، فتجده يلعق البيض تارة وينفخ الماء عليه بشده وبشكل مباشر تارة أخرى لطردالغبار والطفيليات كما يقوم بأكل البيض الفاسد. يفقس البيض بعد مضي من 9 إلى 10 أيام من تخصيبه، تعيش أسماك المهرج الصغيرة مع والديها في نفس شقائق النعمان إلى أن تصبح فتية ومن ثم تذهب كل سمكة لإيحاد مأوى آخر لها في شقائق أخرى، تعيش سمكة المهرج ما بين 6 إلى 10 سنوات.

## الأخطار التي تواجهها
يشكل الإنسان خطرا على سمكة المهرج حيث أن مربيي الأسماك بازدياد وسمكة المهرج لها شعبية كبيرة عند المربيين فلا يوجد مربي اسماك إلا واقتنى في حوضه زوجا على الأقل من سمكة المهرج بالإضافة إلى الأسماك الكبيرة التي تهاجم سمكة المهرج وأظهرت دراسة نشرت حديثاً في المجلة العلمية الطبيعة أن هذا النوع من الأسماك معروف بكونه رائداً بالترقي الطبقي، فهو يقوم بأي تصرف من أجل أن يكون في القيادة، حتى في تغيير جنسها.وحسب الباحث في جامعة كاليفورنيا بيتر بوستن، فالأسماك المهرجة تعيش ضمن جماعات حيث الحجم يحدد المركز الاجتماعي، ففي كل جماعة هناك اثنان فقط يقومان بالتزاوج والإنجاب، وتعتبر الأنثى من هذا النوع من الأسماك الأكبر حجماً وفي المركز الأول بين جماعتها ليأتي بعدها الذكر من حيث الحجم والمركز. وعندما تموت الأنثى من هذا النوع من الأسماك، يصبح الذكر الذي ينجب أكبر حجماً قادراً على تغيير جنسه، ليرتقي السلم الاجتماعي ويضحي بالأنثى التي تنجب ويتبوأ المركز الأول ويأتي في المركز الثالث الأكبر حجماً بين هذه الجماعة من الأسماك، لينمو لاحقاً ويصبح السمكة الذكر المنتج. وحسب الدراسة فإن أي سمكة من هذا الصنف تنمو بشكل أسرع من التي تسبقها في السلم الاجتماعي لهذه الجماعة، ينظر إليها عادة كتهديد، ويتم على الأرجح قتلها.

## في ثقافة الناس
في عام 2003 تم إنتاج فيلم البحث عن نيمو، كان يوجد سمكتي مهرج اللتان لعبتا دوراً بارزاً في الفيلم. يحكي الفيلم قصة سمكة مهرج صغيرة تُدعى نيمو الذي يضيع ويذهب والده مارلن للبحث عنه في مغامرة. على طول الطريق يقابل نماذج حياة مائية عديدة.

## علاقتها بشقائق النعمان
بما أن سمكة المهرج تتمتع بشكل جميل وألوان زاهية يجعلها فريسة مغرية للأسماك الأكبر منها كما أنها لا تملك أي وسيلة دفاع مما يجعلها هدفا سهلا فتعوض ذلك من خلال علاقتها التكافلية مع شقائق النعمان الذي يعد من اللافقاريات ويتميز بوجود خلايا لاسعة وظيفتها قتل الأسماك التي تنزلق بداخله وأكلها بعد ذلك ما عدا سمكة المهرج وذلك لوجود مادة مخاطية حول السمكة لتقليل حدة اللسعة وتقوم هذه السمكة بتنظيف الشقائق بتناول اللوامس الميتة وتقوم شقائق النعمان بتناول بقايا طعام السمكة وحمايتها من الكائنات التي تفترسها من خلال المجسات اللاسعة لها.
ونادرا ما تبعد سمكة المهرج عدة أمتار عن شقائق النعمان الذي تعيش فيه، وعندما تلاحق من قبل سمكة أخرى تجدها تتغلغل بين مجسات شقائق البحر وتحتمي فيه.

## التصنيف
جنس Amphiprion
- Amphiprion akallopisos : سمكة المهرج الظربان
- Amphiprion akindynos : سمكة المهرج حاجز الشعاب
- Amphiprion allardi : سمكة المهرج ذات الشريطين
- Amphiprion barberi : سمكة المهرج فيجي
- Amphiprion bicinctus : سمكة المهرج البحر الأحمر "الحزامين"
- Amphiprion chagosensis : سمكة المهرج تشاغوس
- Amphiprion chrysogaster : سمكة المهرج موريشيوس
- Amphiprion chrysopterus : سمكة المهرج برتقالية الزعنفة
- Amphiprion clarkii : سمكة المهرج صفراء الذيل
- Amphiprion ephippium : سمكة المهرج السرجية
- Amphiprion frenatus : سمكة المهرج الطماطم
- Amphiprion fuscocaudatus : سمكة المهرج سيشيل
- Amphiprion latezonatus : سمكة المهرج عريضة الحزام
- Amphiprion latifasciatus : سمكة المهرج المدغشقرية
- Amphiprion leucokranos : سمكة المهرج بيضاء القلنسوة
- Amphiprion mccullochi : سمكة المهرج بيضاء الأنف
- Amphiprion melanopus : سمكة المهرج القرفية
- Amphiprion nigripes : سمكة المهرج المالديفية
- Amphiprion ocellaris : سمكة المهرج الشائعة
- Amphiprion omanensis : سمكة المهرج العمانية
- Amphiprion pacificus : سمكة المهرج المحيط الهادئ
- Amphiprion percula : سمكة المهرج البرتقالية
- Amphiprion perideraion : سمكة المهرج الظربان الوردي
- Amphiprion polymnus : سمكة المهرج صفراء الزعنفة
- Amphiprion rubacinctus : سمكة المهرج الحمراء
- Amphiprion sandaracinos : سمكة المهرج الظربان البرتقالي
- Amphiprion sebae – سمكة المهرج سيباي
- Amphiprion thiellei – سمكة المهرج ثيلي
- Amphiprion tricinctus : سمكة المهرج ثلاثية الأحزمة

جنس Premnas
- Premnas biaculeatus : سمكة المهرج المارونية

## معرض الصور

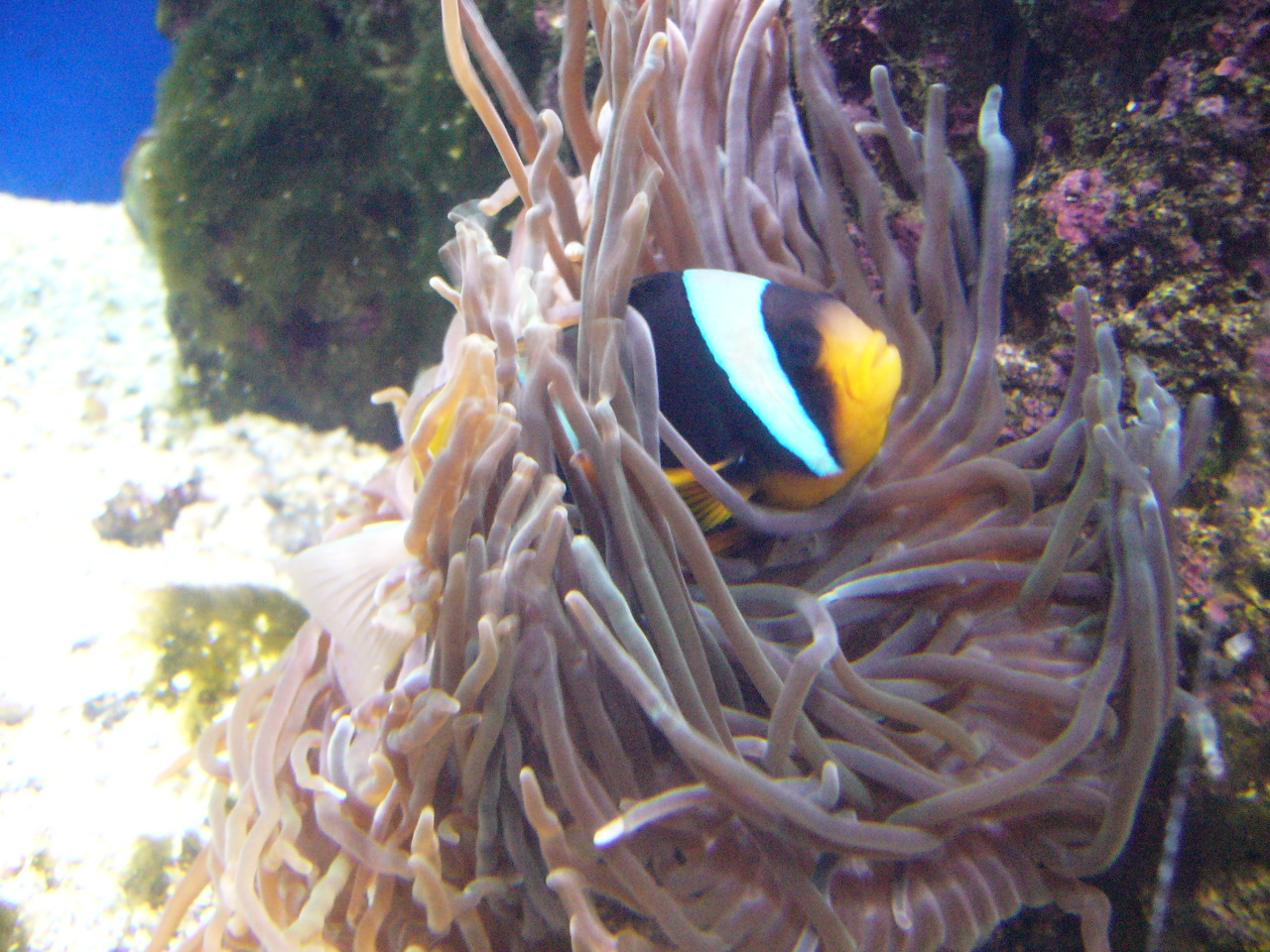
Amphiprion allardi.1 - Aquarium Finisterrae
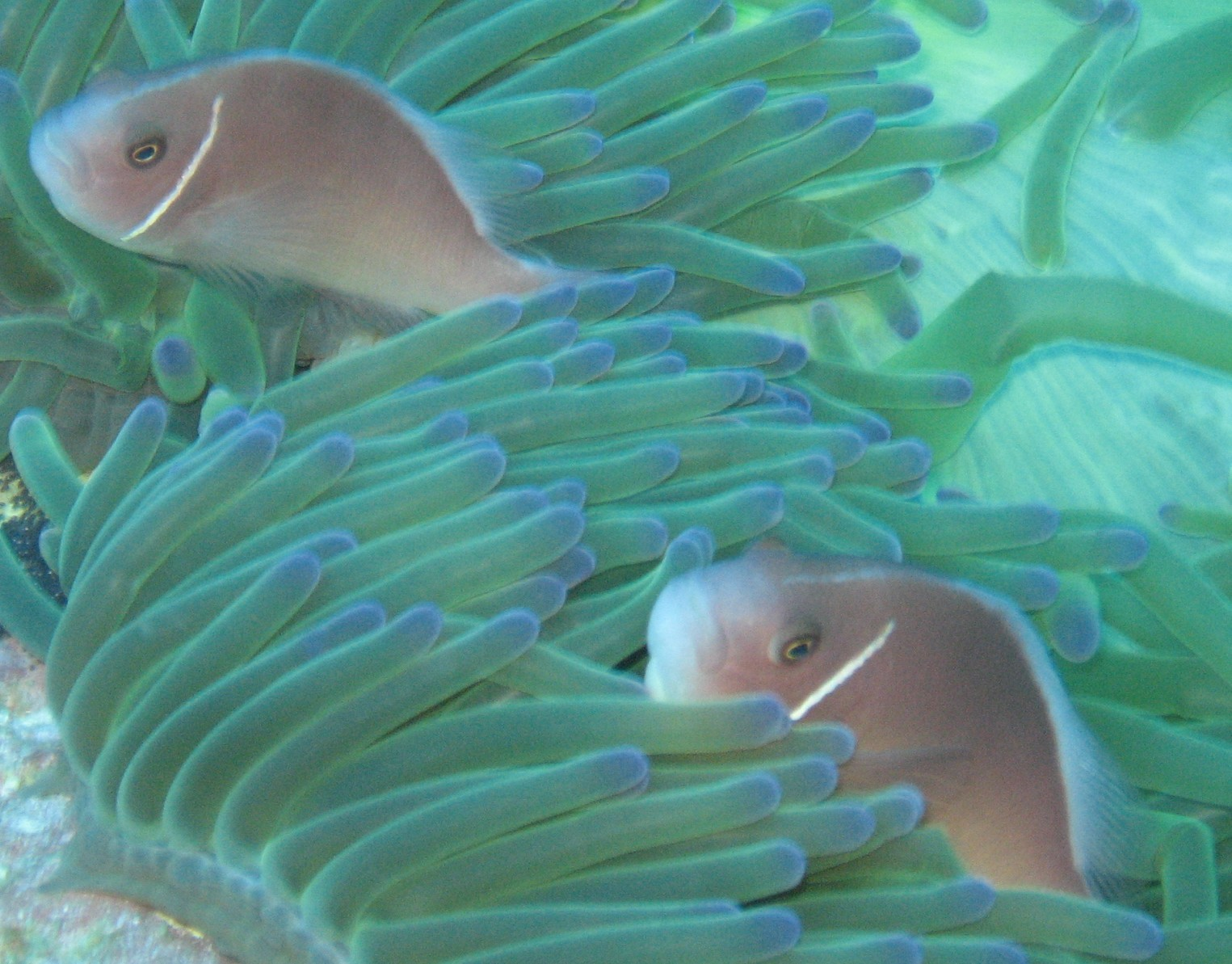
Pink Skunk Clownfish
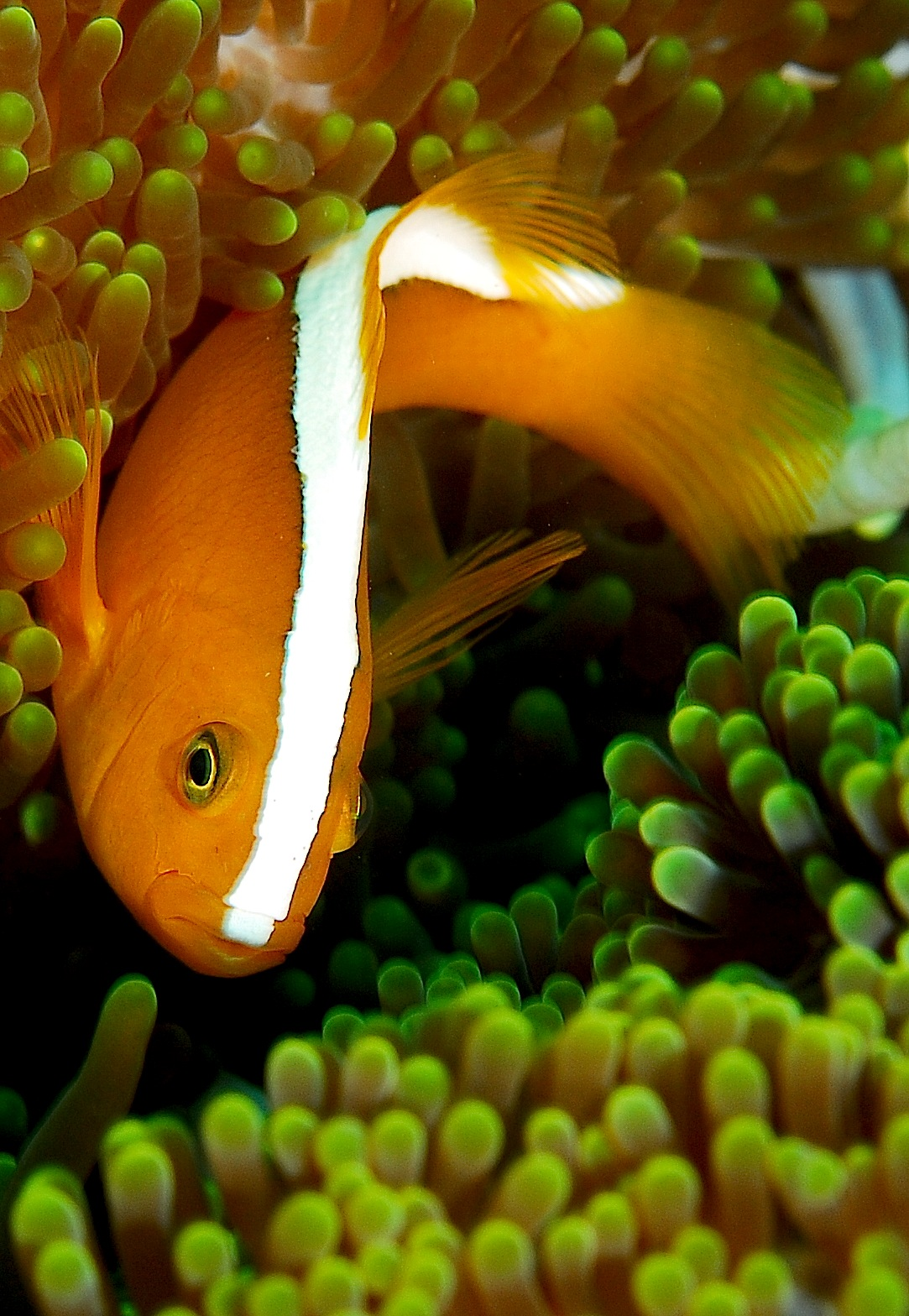
Amphiprion sandaracinos
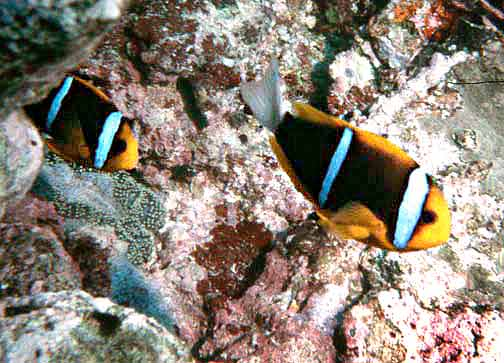
Amphiprion chrysopterus by NPS
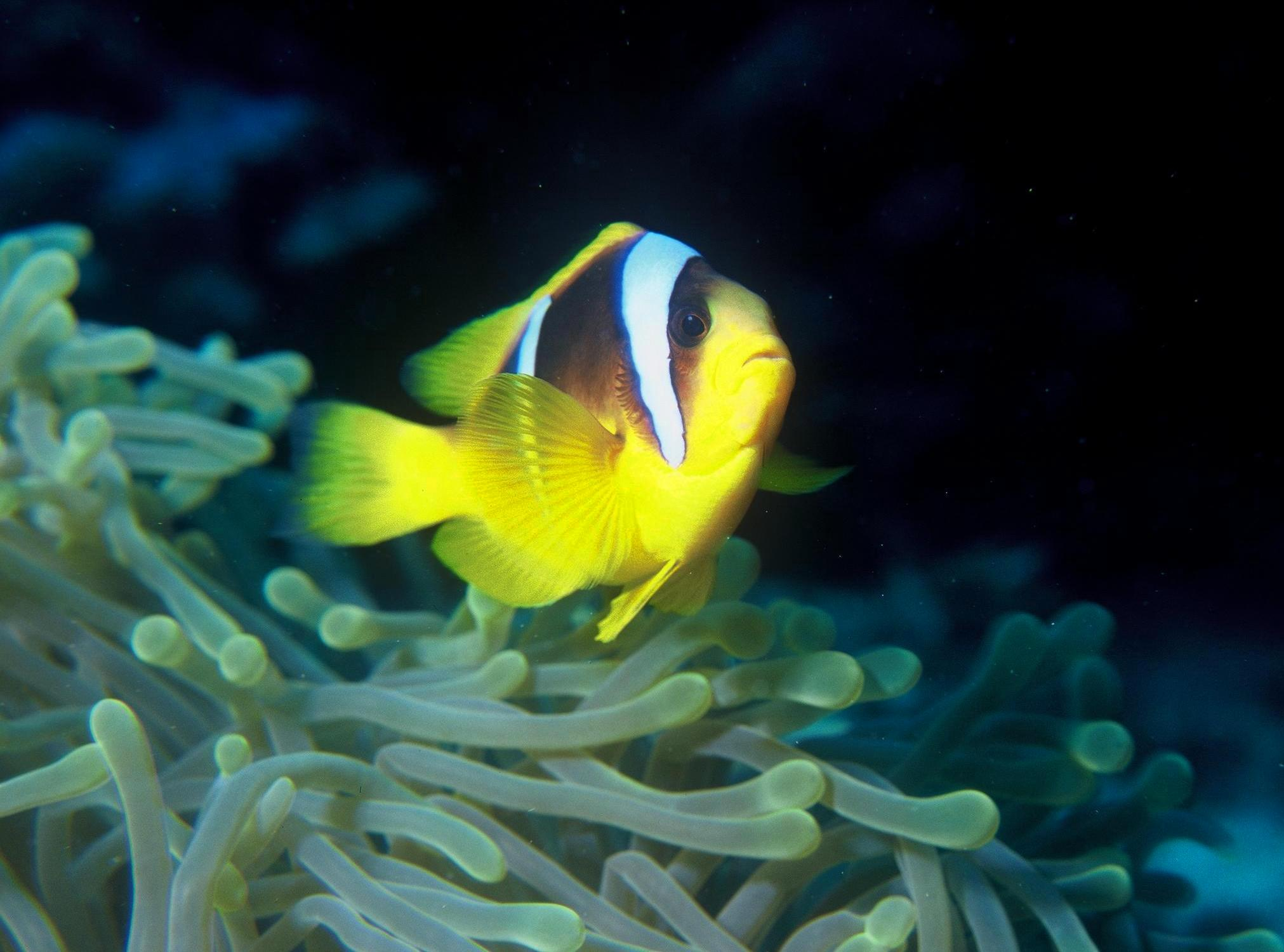
Bicinctus4
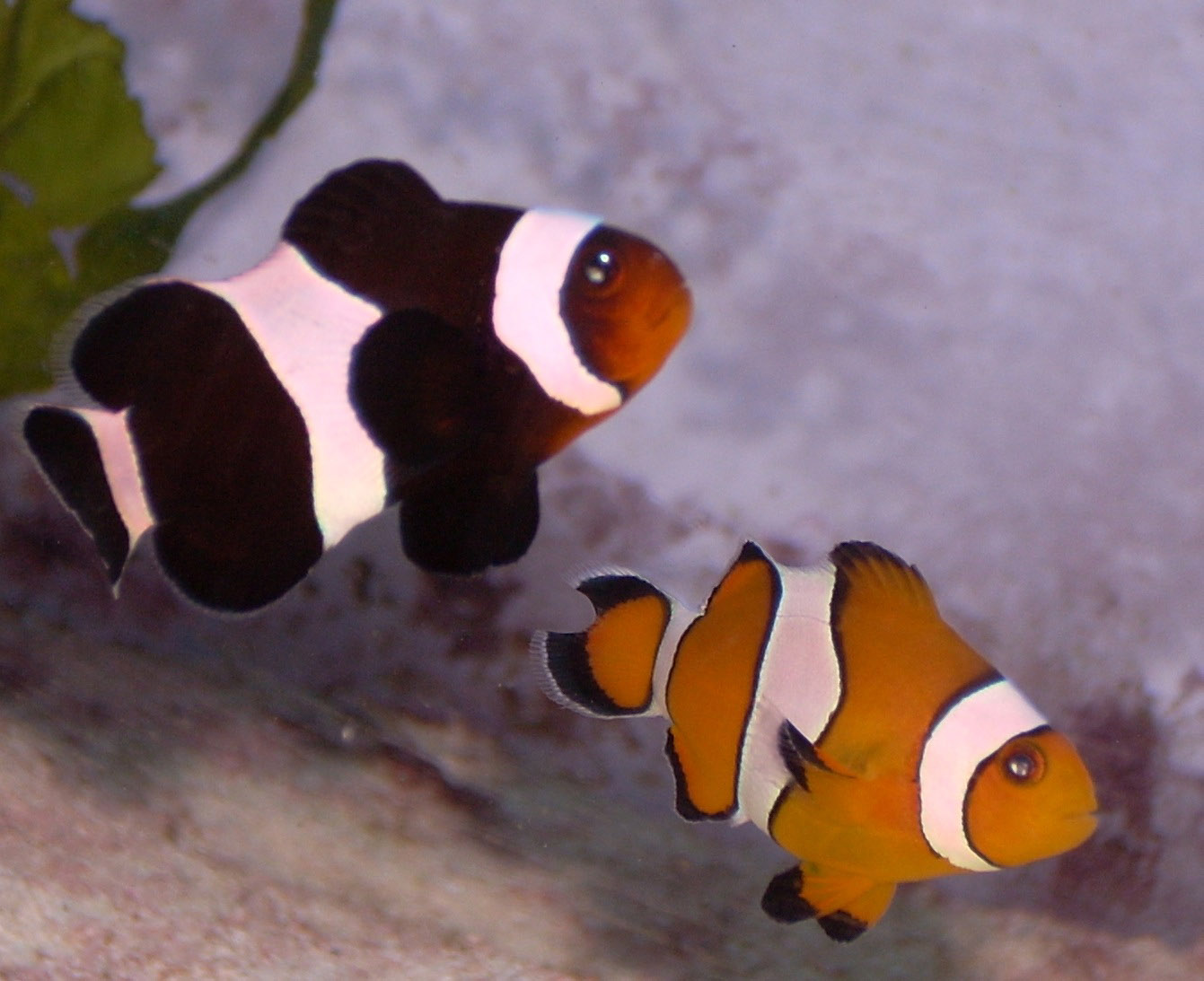
Blackandorangefalsepercs
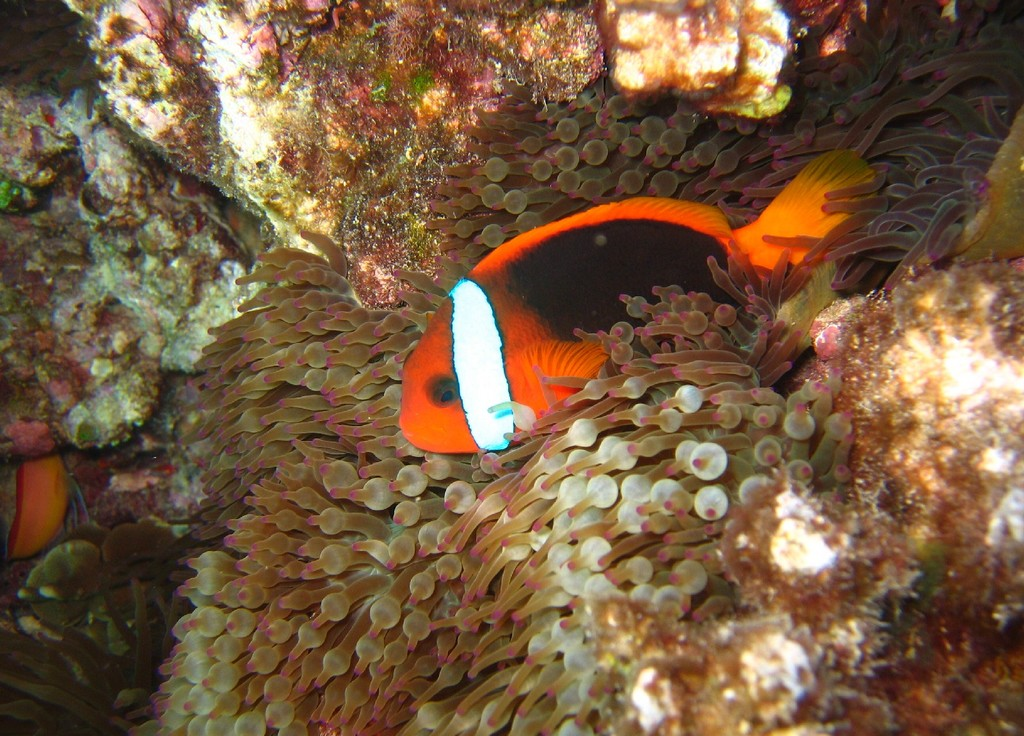
Amphiprion melanopus in Entacmaea quadricolor
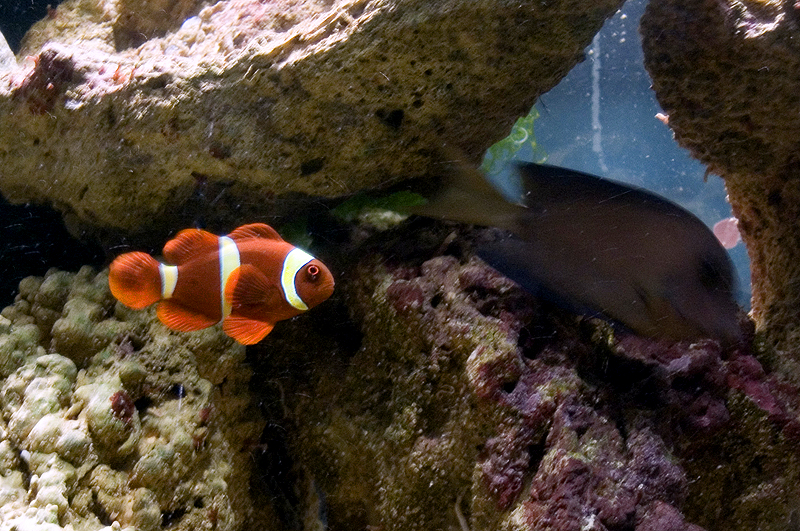
Mclown.1
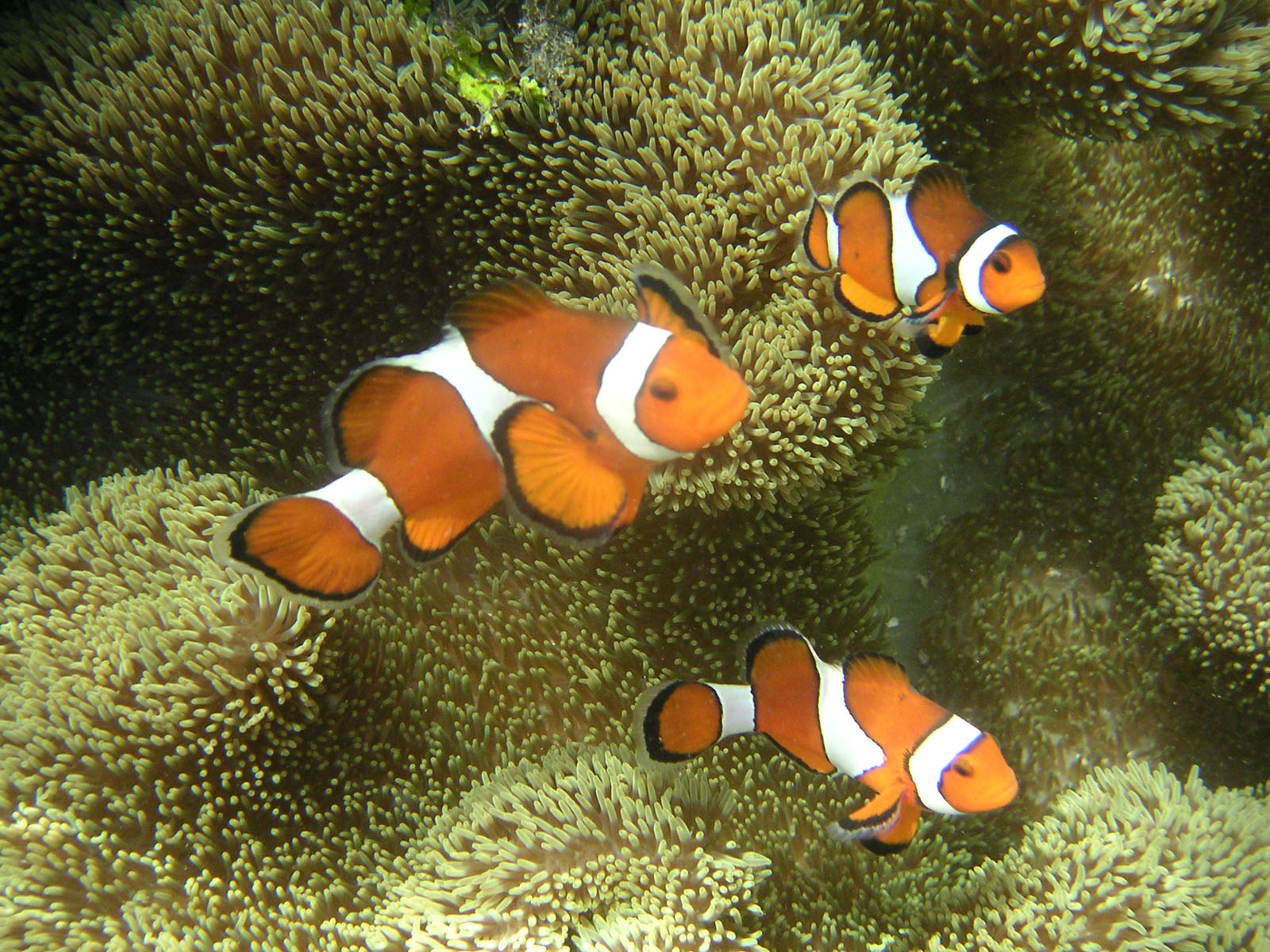
Ocellaris clownfish
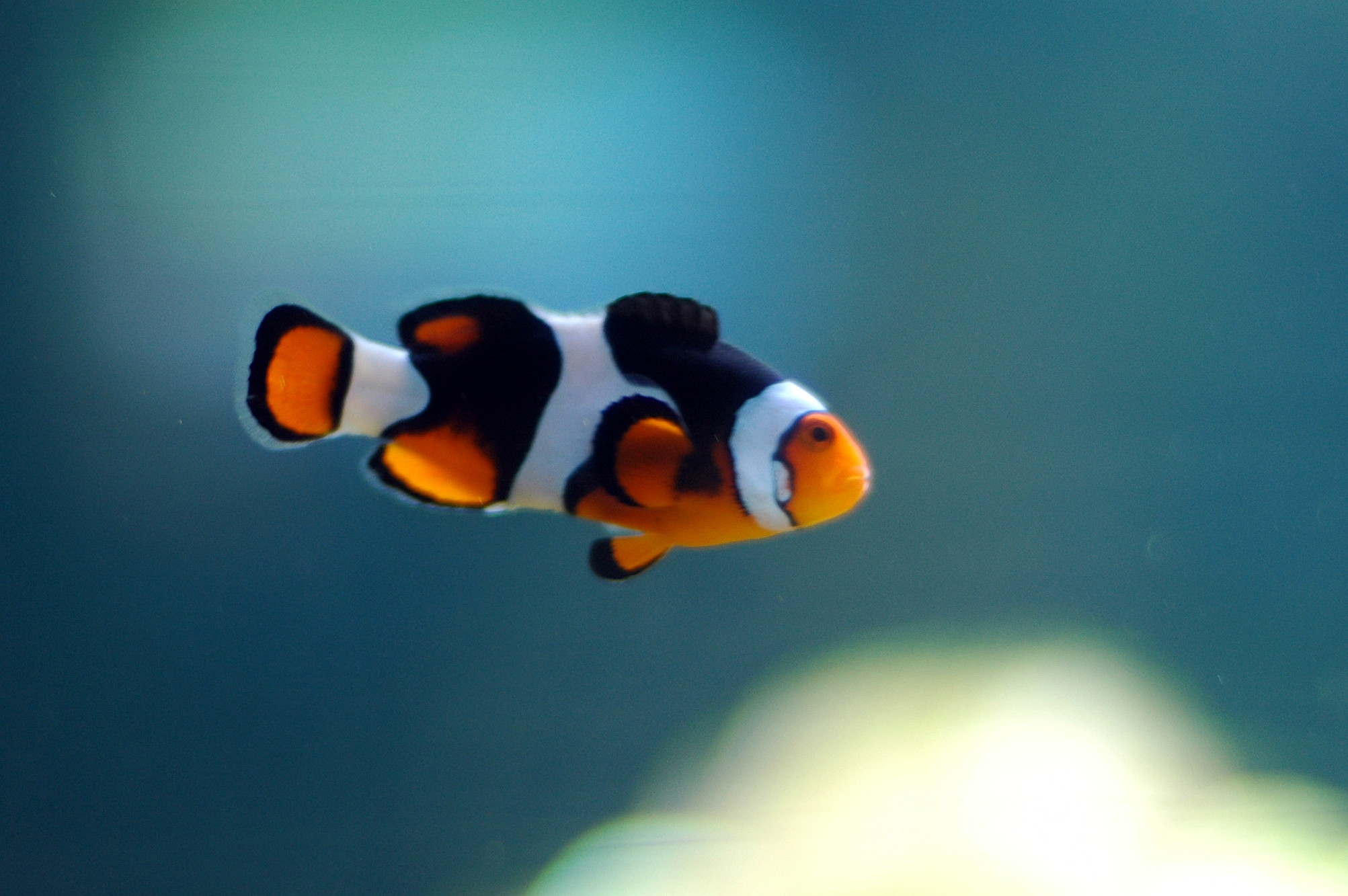
سمكة مهرج تعوم
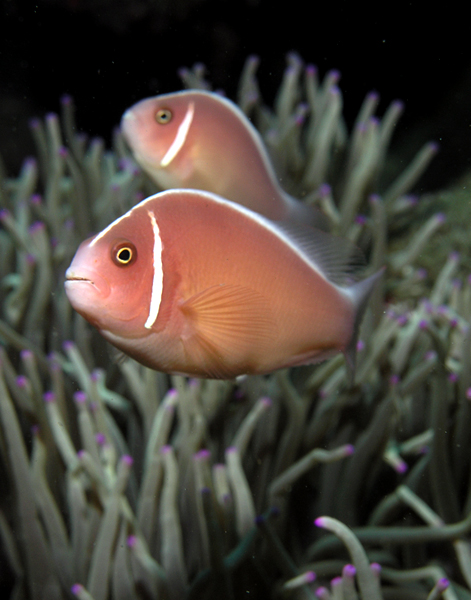
Skunk anemonefish
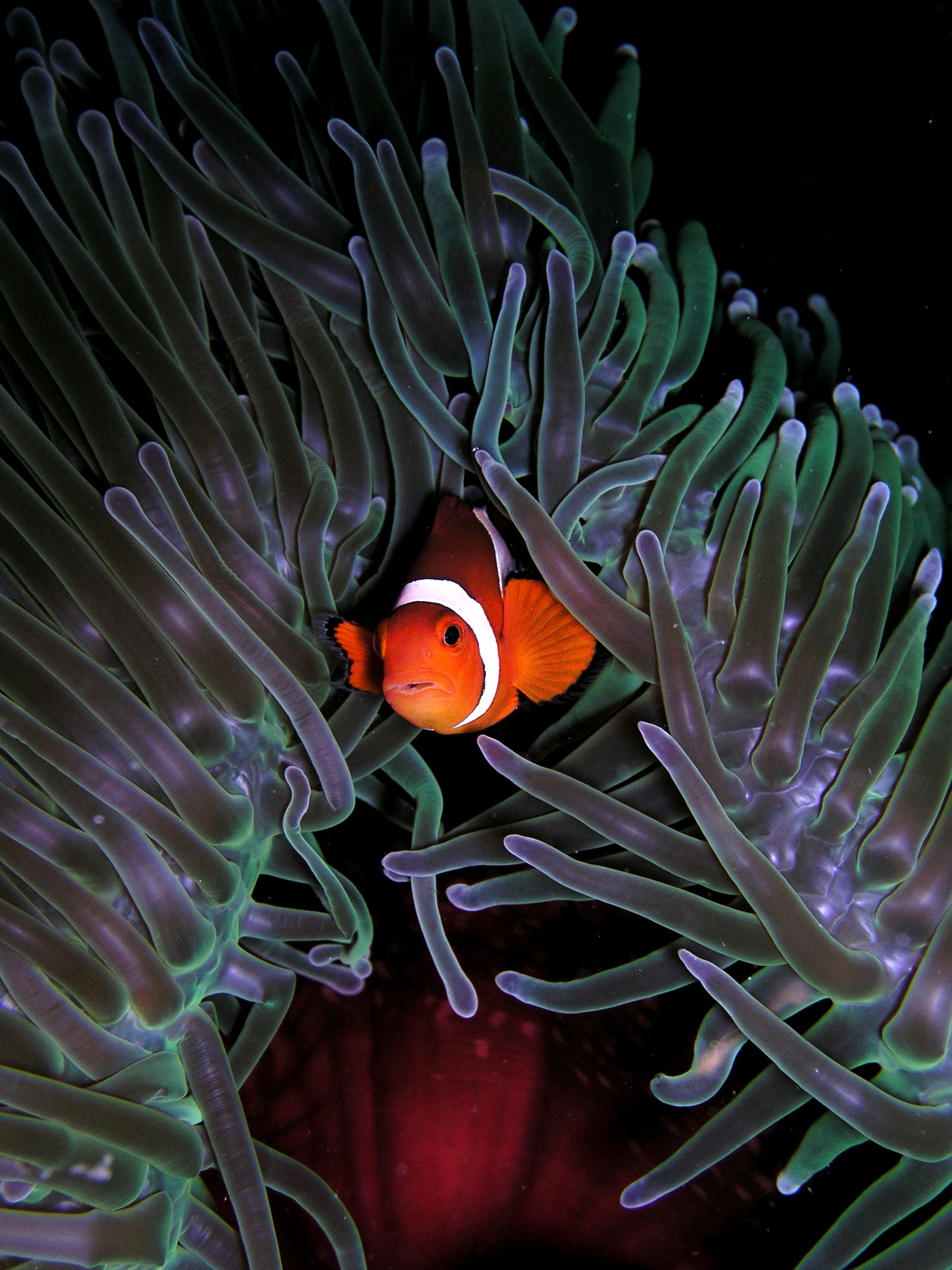
Amphiprion ocellaris (Clown anemonefish) in Heteractis magnifica (Sea anemone)